# Yūki Yamazaki (Fußballspieler)
Yūki Yamazaki (japanisch 山崎 侑輝 Yamazaki Yūki; * 21. April 1990 in Adachi) ist ein ehemaliger japanischer Fußballspieler.

## Karriere
Yamazaki erlernte das Fußballspielen in der Jugendmannschaft von FC Tokyo und der Universitätsmannschaft der National Institute of Fitness and Sports in Kanoya. Seinen ersten Vertrag unterschrieb er 2012 bei Roasso Kumamoto. Der Verein spielte in der zweithöchsten Liga des Landes, der J2 League. Für Roasso absolvierte er drei Ligaspiele. Im August 2014 wechselte er zu Renofa Yamaguchi FC. 2015 wechselte er zu Tochigi Uva FC. Ende 2015 beendete er seine Karriere als Fußballspieler.